# Douz
Douz este un oraș în Tunisia, situat in sudul țării, la limita nordică a pustiului Sahara.

### Galerie de imagini

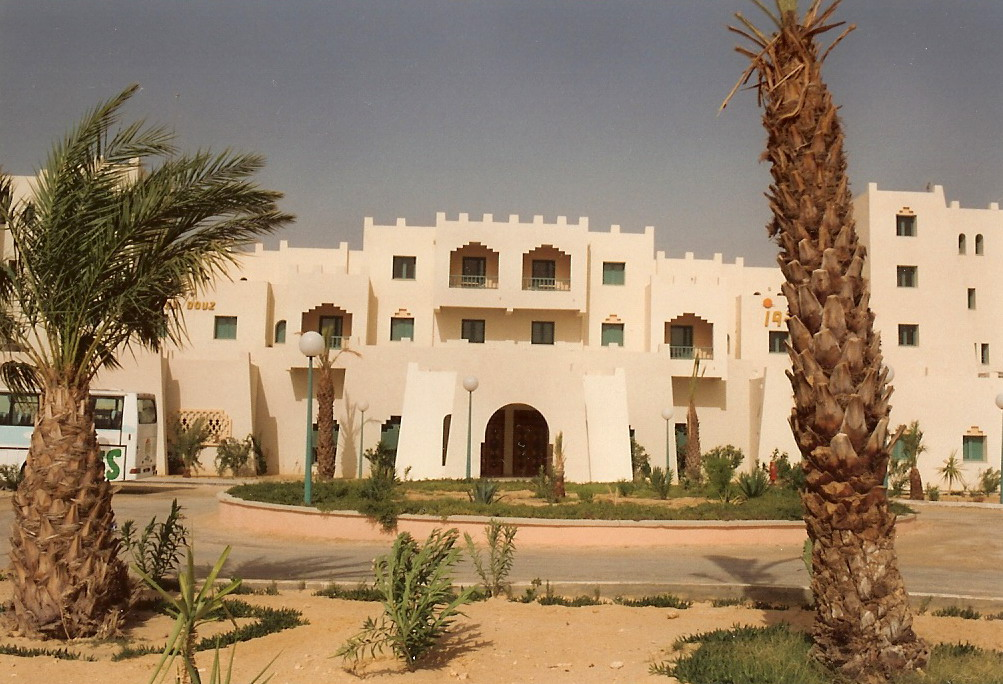
Douz
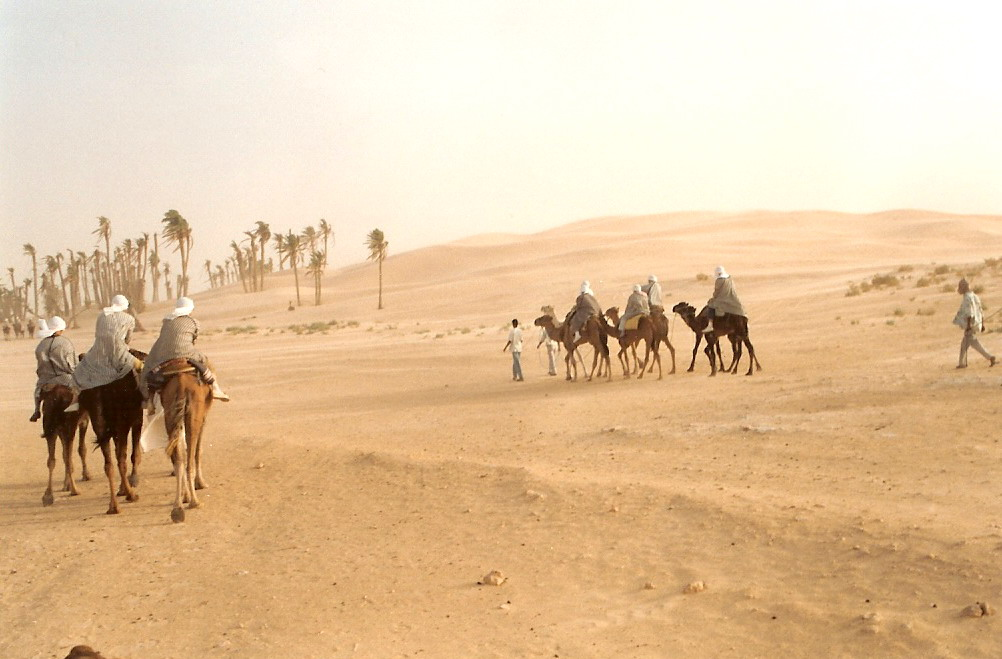
Douz (împrejurimile sahariene)